# Iota Coronae Borealis
Désignations
Iota Coronae Borealis (ι Coronae Borealis / ι CrB) est une étoile binaire de la constellation de la Couronne boréale. Elle est visible à l'œil nu avec une magnitude apparente combinée de 4,96. Le système présente une parallaxe annuelle de 8,77 mas mesurée par le satellite Gaia, ce qui permet d'en déduire qu'il est distant d'environ 114 pc (∼372 al) de la Terre. Il se rapproche du Système solaire à une vitesse radiale de −21 km/s.
Iota Coronae Borealis est une binaire spectroscopique à raies simples dont les deux étoiles complètent une orbite selon une période de 35,5 jours et avec une excentricité de 0,56. Sa composante visible est classée comme une géante blanche de type spectral A0 IIIp(HgMnEu)s. C'est une étoile chimiquement particulière à mercure et manganèse (comme indiqué par la notation « HgMnEu ») dont les raies d'absorption sont étroites (sharp). Elle tourne sur elle-même à une vitesse de rotation projetée de 18 km/s, ce qui est peu important pour une étoile de type A. C'est également une étoile variable de type α2 Canum Venaticorum suspectée, dont la magnitude apparente a été observée varier entre 4,96 et 5,08. La composante secondaire apparaît être une autre étoile de type A.